# Sint-Aloysiuskerk (Iserlohn)
De Sint-Aloysiuskerk is een rooms-katholieke parochiekerk aan de Hohler Weg 42 in Iserlohn, Noordrijn-Westfalen.

## Geschiedenis
De forse neoromaanse basiliek van baksteen met dubbele torens, een dwarsschip en een getrapt koor (d.i. een koor met terugliggende nevenkoren) met flanktorens werd tussen 1891 en 1895 naar het ontwerp van Carl Rüdell en Richard Odenthal gebouwd en in 1894 ingewijd. Volgens hetzelfde ontwerp werd ook de Sint-Sebastiaankerk in Lobberich gebouwd. 
Boven de hoofdingang bevinden zich drie roosvensters naar het ontwerp van de kunstenares Irmgard Wessel-Zumloh.
Na beschadigingen in de Tweede Wereldoorlog werden de gewelven vernieuwd. In het zeer hoge en brede kerkschip staan bundelpijlers en zuilen van donker marmer. De bogen en ribben zijn van zandsteen gemaakt.

## Interieur
- Van het originele interieur zijn nog de kruisweg, de kerkbanken, de biechtstoelen en de monumentale stenen beelden aanwezig. De beelden stellen een tronende Christus en zes heiligen voor. Ze hadden oorspronkelijk een plaats in het koor maar werden naar de torenkapellen verplaatst.
- Het corpus van het houten kruis is van Neurenbergse herkomst uit circa 1520 en werd aangekocht.
- Een zittende Moeder Gods van hout met nog de oude kleuren dateert uit de 14e eeuw. Het is afkomstig uit het zuidwesten van Duitsland en behoort tot de kerkschat.

## Klokken
De beide westelijke torens herbergen in totaal vier klokken van gietstaal, die in 1920 in Bochum werden gegoten. 